# Peter Fröjdfeldt
Peter Fröjdfeldt, född 14 november 1963 i Eskilstuna, är en svensk före detta fotbollsdomare verksam mellan 1992 och 2008, bland annat i Europamästerskapet i fotboll 2008 i Schweiz och Österrike. Han slutade döma 2008 i brist på motivation.
Han utsågs till Årets sörmlänning år 2006, ett pris utdelat av Södermanlands läns landshövding Bo Könberg.
Fröjdfeldt är far till fotbollsspelaren Sara Fröjdfeldt.

## Karriär

### Svensk fotboll
År 1997 debuterade Fröjdfeldt i allsvenskan, där många fler matcher var att vänta. Han dömde totalt 215 allsvenska matcher under sin karriär. Han dömde också runt 50 matcher i superettan. Fröjdfeldt innehar titeln "Sveriges bäste fotbollsdomare 2004". Han röstades fram av Allsvenskans tränare i en omröstning som spelbolaget Ladbrokes arrangerat.

### Utländsk fotboll
Fröjdfeldt dömde sin första internationella fotbollsmatch 2001, och var efter det aktiv med att döma både i Champions League och Uefacupen. Han dömde finalen i Uefacupen 2007/2008. Han har sammanlagt haft drygt 100 internationella uppdrag under sin karriär. År 2008 uppnådde Peter åldern 45 år, vilket är det äldsta en Uefa-domare får vara.
Fröjdfeldt utsågs till Referee of the year 2008 av worldreferee.com.

### EM 2008
Fröjdfeldt dömde matchen mellan Nederländerna och Italien i EM 2008 och matchen mellan Turkiet och Tjeckien. Han stod för några av de mest uppmärksammade domsluten i turneringen.
I finalmatchen mellan Tyskland och Spanien 29 juni deltog Fröjdfeldt som fjärdedomare.